# パトリオットヒルズ

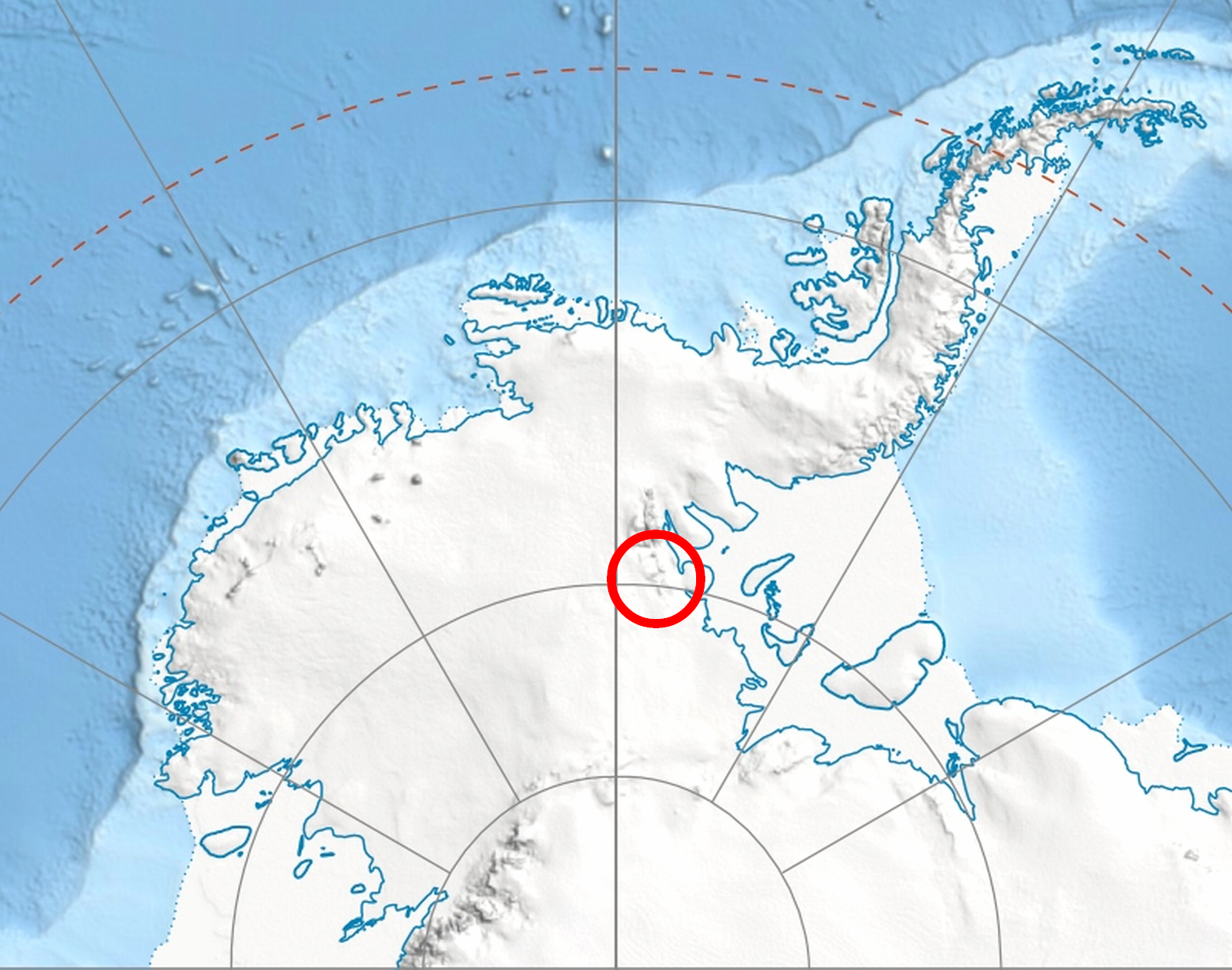
パトリオットヒルズの位置

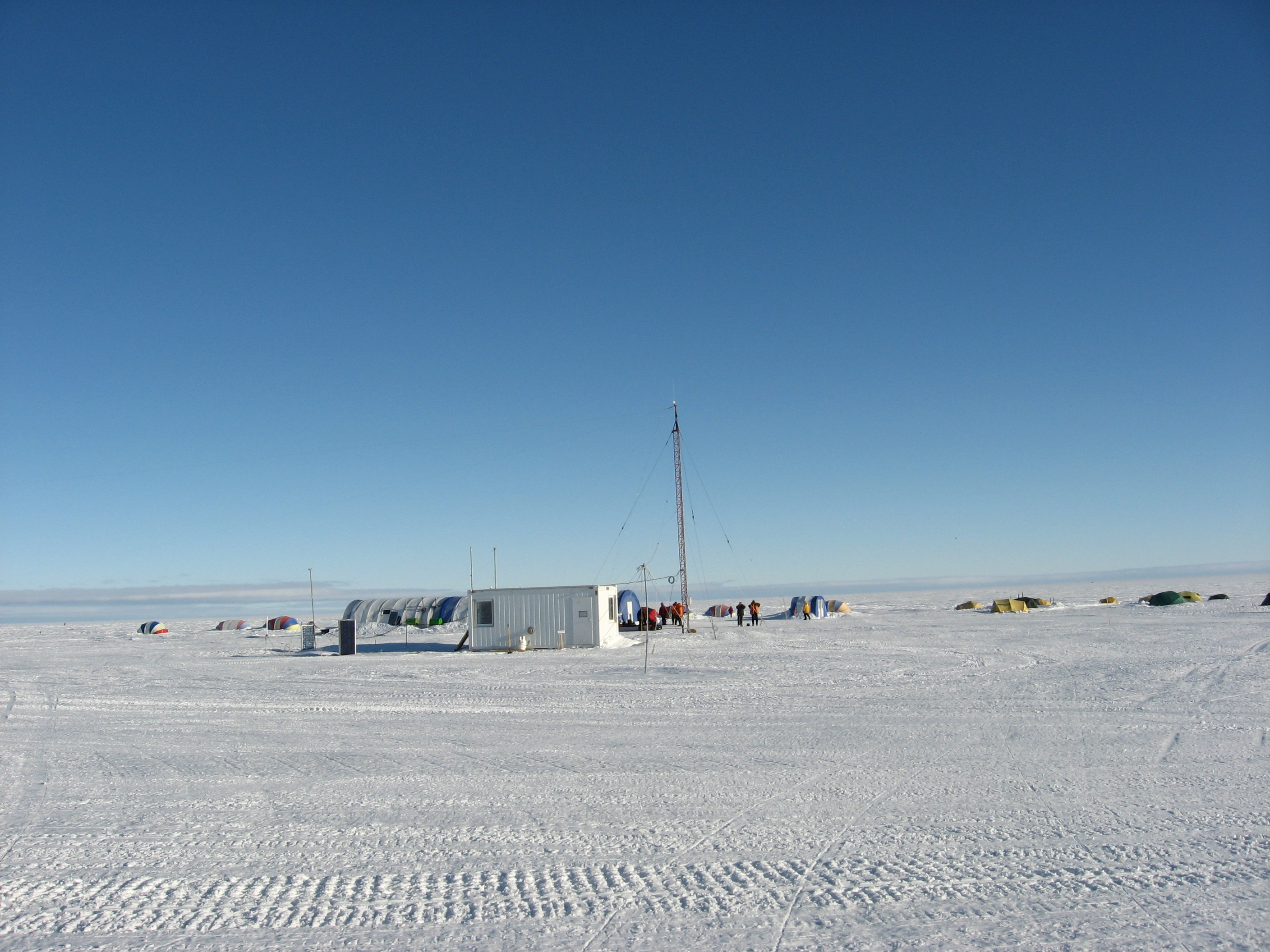
外観

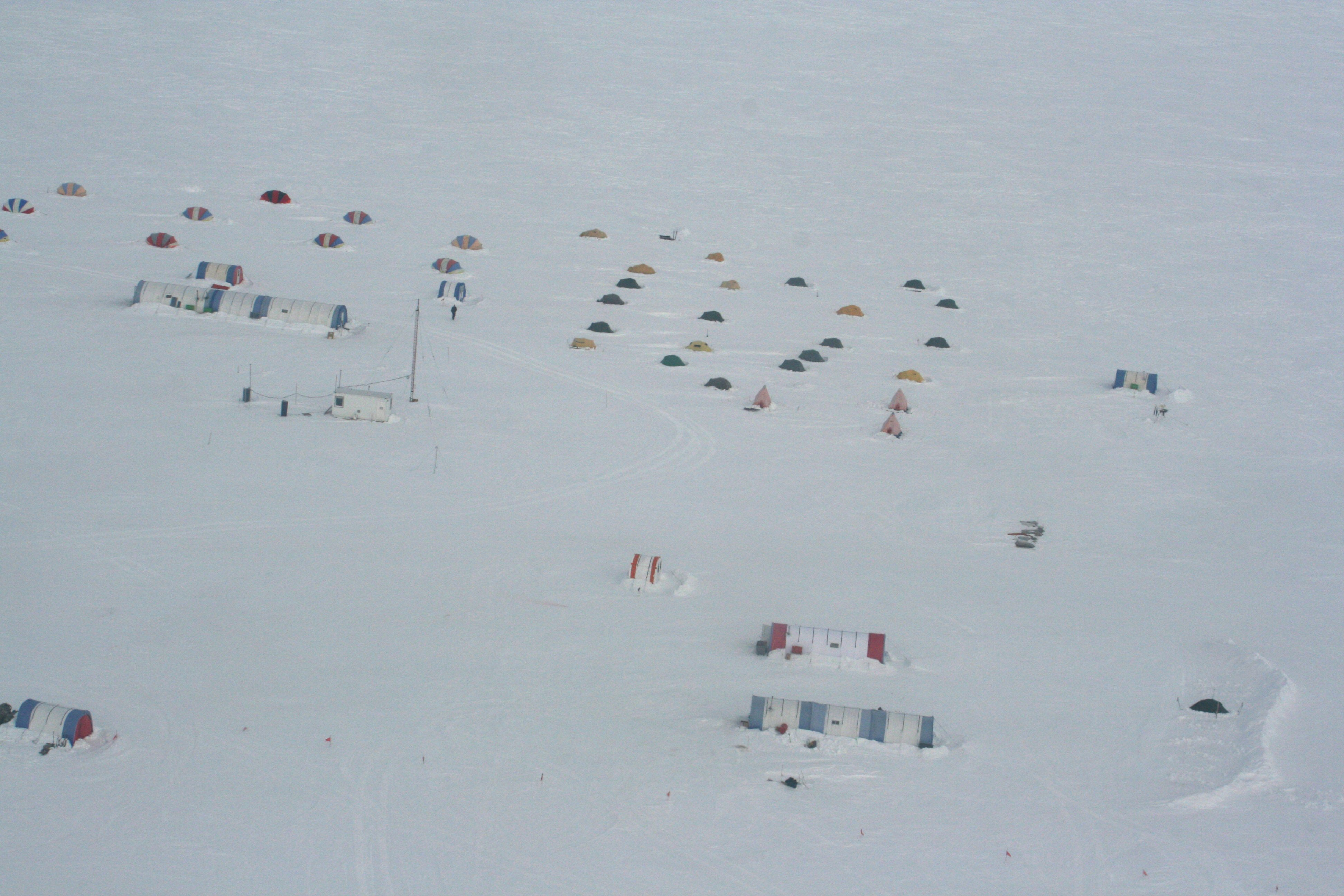
テント群を上空から撮影

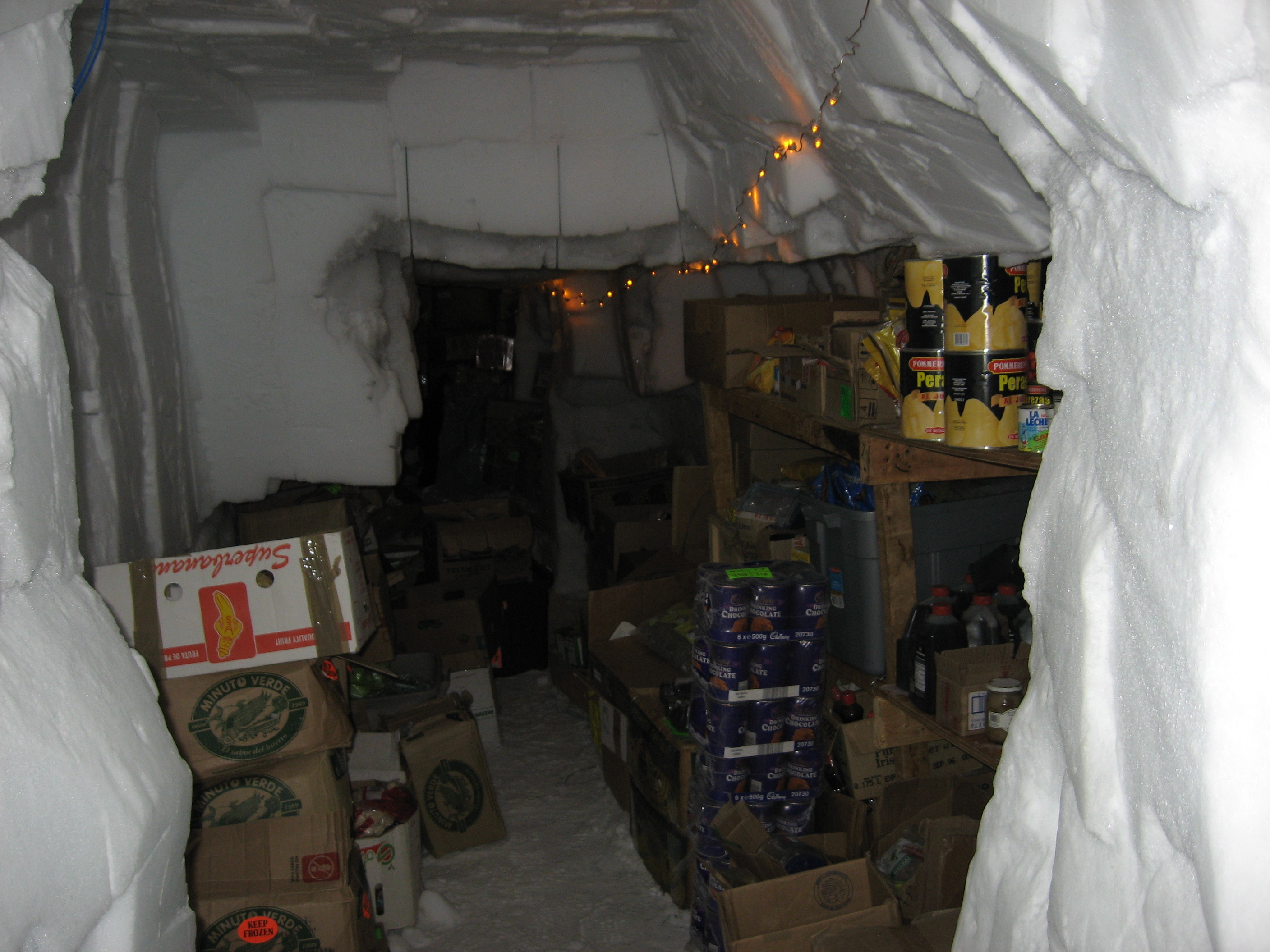
氷の下には貯蔵庫がある

パトリオットヒルズ（英：Patriot Hills） は季節的に使われる、南極唯一の民間用ベースキャンプであった。日本語ではパトリオットヒルズ基地とも言われる。

## 施設概要
エルスワース山脈の中のヘリテージ山脈に位置し、名前の由来となった丘陵地の隣にある。場所は南緯80度18分 西経081度21分 / 南緯80.300度 西経81.350度。標高は884メートル。付属の滑走路は氷でできていて長さ1000メートル、幅50メートルである。南極大陸内陸部への冒険支援と旅行を請け負う会社である、Antarctic Logistics & Expeditions LLC (ALE)によって運営されていた。
2010年11月、ALEは事業所を南極のユニオン氷河へ移転した。ユニオン・グレーシャー・キャンプ（ユニオングレーシャー基地とも）が新たな事業基地である。現在パトリオットヒルズは予備滑走路として維持されている。

## 文献・外部リンク
Swithinbank, C.W.M. 1991. Potential airfield sites in Antarctica for wheeled aircraft. Hanover, USA, CRREL Report 91-24.
- OpenStreetMap